# روبنسون برات
روبنسون برات (بالإسبانية: Robison Pratt) هو منافس ألعاب قوى مكسيكي، ولد في 25 فبراير 1980 في جدة في السعودية.

## وصلات خارجية
- روبنسون برات على موقع الاتحاد الدولي لألعاب القوى (الإنجليزية)
- روبنسون برات على موقع أوليمبيديا (الإنجليزية)